# Naftidrofuryl
Naftidrofuryl (INN), còn được gọi là nafronyl hoặc muối oxalat naftidrofuryl oxalat hoặc nafronyl oxalat, là một thuốc giãn mạch được sử dụng trong công tác quản lý ngoại vi và não mạch rối loạn. Nó cũng được tuyên bố tăng cường khả năng oxy hóa tế bào. Naftidrofurnyl đóng vai trò là chất đối vận chọn lọc của thụ thể 5-HT 2 (có tác dụng như một chất chủ vận đảo ngược của thụ thể 5-HT 2A đặc trưng). Naftidrofuryl cũng được cấp phép để điều trị chứng nghẹt không liên tục do bệnh động mạch ngoại biên.
Naftidrofuryl được bán trên thị trường dưới nhiều tên thương mại khác nhau bao gồm Artocoron, Azunaftil, Di-Actane, Dusodril, Enelbin, Frilix, Gevatran, Iridus, Iridux, Luctor, Nafti, Naftilong, Naftilong
Về mặt lịch sử, nó đã được dùng để điều trị đột ngột không rõ nguyên nhân mất thính lực và cấp ù tai.
Naftidrofuryl có thể có hiệu quả để giảm đau do chuột rút cơ bắp.

## Tác dụng phụ
Naftidrofuryl có liên quan đến buồn nôn, đau bụng và phát ban. Hiếm khi, viêm gan và suy gan đã được báo cáo.